# Баш-Алатау
Баш-Алатау (Башкирский Алатау) — горный хребет Южного Урала. Расположен на территории Республики Башкортостан. Название хребта в переводе с башкирского буквально означает главная пёстрая гора.

## Описание
Хребет Баш-Алатау вытянут в направлении юго-юго-запад — северо-северо-восток. Простирается по правому берегу реки Белая от долины реки Нугуш до истока реки Селеук. Расположен на территории Мелеузовского и Ишимбайского районов Башкортостана. На юге хребта Баш-Алатау у подножья восточного склона находится Нугушское водохранилище. Хребет частично находится на территории национального парка «Башкирия».
Длина хребта по разным данным составляет 10 или 42 км. Ширина северной части 3 км, южной — до 6 км. Высочайшая вершина хребта — гора Красный Камень (541 м), расположенная в южной его части.
В хребте Баш-Алатау выделяются четыре основные формы рельефа:
1. Западные склоны, сильно пересечённые, в верхней части крутые, в нижней части пологие. Эти склоны спускаются к долине реки Суханыш (приток реки Нугуш). Заметен переход от равнинных форм рельефа к горным.
2. Восточные склоны, сильно изрезанные. Склоны круто спускаются к Нугушскому водохранилищу.
3. Верхняя часть хребта, широкая с двумя сопкообразными вершинами.
4. Северная часть хребта, платообразная, изрезанная речными долинами. Склоны пологие.

Встречаются карстовые воронки, «каменные ворота», известняковые ущелья с крутыми стенами, пещеры, пропасти. Сложен известняками, доломитами, песчаниками, алевролитами и аргиллитами каменноугольного и пермского периодов.
Почвы пологих подножий и небольших вершин тёмно-серые лесные, там произрастают смешанные леса из липы, ильма и сосны. На южных склонах дубовые и берёзово-сосновые леса. На лесных полянах мезофиты с примесью караганы. На вершинах — горная лесостепь, встречается можжевельник казацкий.
Территория Баш-Алатау преимущественно мало заселена. Горные луга используются в качестве пастбищ.